# Shortie Like Mine
«Shortie Like Mine» es una canción del rapero estadounidense Bow Wow. Es el primer sencillo de su quinto álbum de estudio The Price of Fame. Cuenta con la colaboración de Chris Brown y Johntá Austin. Fue lanzado el 2 de octubre de 2006.

## Videoclip
El videoclip fue estrenado en el programa Access Granted de BET, el 11 de octubre de 2006. En el video aparecen la cantante canadiense Keshia Chanté, el rapero Rev Run, y la hija de éste, Angela Simmons.

## Éxito comercial
El sencillo debutó en el número 80 del Billboard Hot 100, siendo el mejor debut de esa semana, y llegó a la 9ª posición. Llegó al número 2 del Hot R&B/Hip-Hop Songs y al número 1 del Hot Rap Tracks. También llegó al número 2 en Nueva Zelanda. Fue certificado oro el 23 de agosto de 2009, vendiendo más de 7.500 copias.

## Posición en listas
| Lista (2006)                                     | Posición máxima |
| ------------------------------------------------ | --------------- |
| Australia (ARIA Charts)                          | 36              |
| Estados Unidos (Billboard Hot 100)               | 9               |
| Estados Unidos Hot R&B/Hip-Hop Songs (Billboard) | 2               |
| Estados Unidos Hot Rap Tracks (Billboard)        | 1               |
| Estados Unidos Pop 100 (Billboard)               | 12              |
| Nueva Zelanda (RIANZ)                            | 2               |